# Танатос

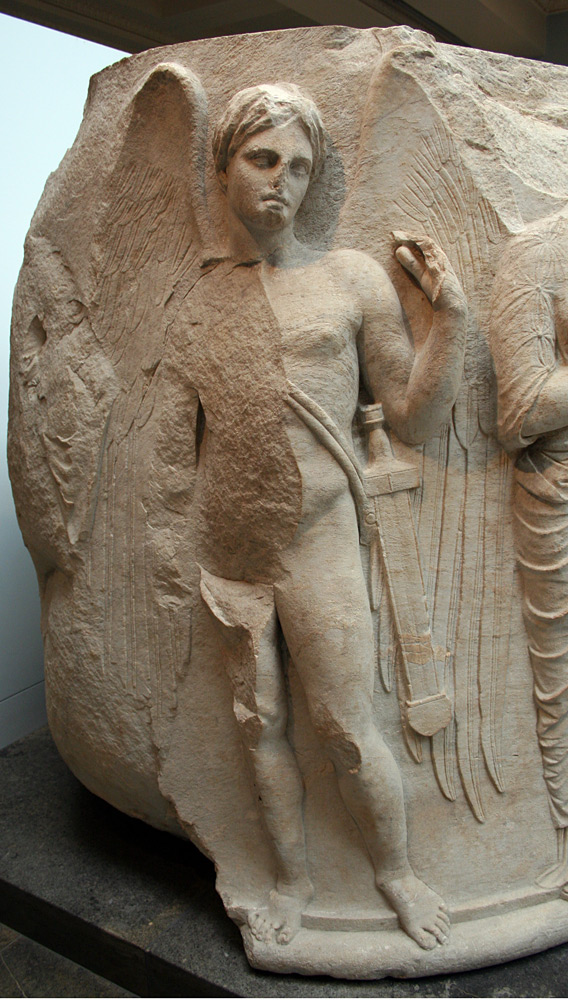
Танатос з Храму Артеміди в Ефесі, Британський музей

Та́натос, Та́нат — у давньогрецьких міфах був богом, уособлення смерті, син Нікс (Ночі), брат-близнюк бога сну Гіпноса. Культ Танатоса особливо поширився в Спарті. Зображували його юнаком з чорними крилами, з мечем за поясом, та погаслим смолоскипом у руці (тримаючи його перевернутим догори дном), що символізує погасле життя. Танатоса рідко зображували в мистецтві без свого брата-близнюка Гіпноса. Він був другорядною фігурою в грецькій міфології, про яку часто згадували, проте він рідко з'являвся особисто. Його ім'я транслітерується латиною як Thanatos, але його аналог у римській міфології — Морс або Летум.

## У міфах і поезії
Грецький поет Гесіод у своїй «Теогонії» встановив, що Танатос є сином Нікс (Ніч) і Ереба (Тьми) і близнюком Гіпноса (Сну). Гомер також підтвердив, що Гіпнос і Танатос є братами-близнюками у своїй епічній поемі «Іліада».
Серед братів і сестер Танатоса були й інші негативні персоніфікації, такі як Герас (старість), Ойзіс (страждання), Морос (загибель), Апат (обман), Момус (провина), Еріс (війна), Немезида (відплата) та ахерусь човняр Харон. Танатос був слабо пов'язаний із трьма Мойрами, зокрема Атропос, яка сама по собі була богинею смерті. Танатос уосблює виключно мирну смерть, тоді як кровожерливі богині Керес втілювали насильницьку.
Характер бога встановлений Гесіодом у наступному уривку «Теогонії»: І там діти темної ночі мають свої оселі, Сон і Смерть, жахливі боги. Сяюче Сонце ніколи не дивиться на них своїми променями, ні коли воно піднімається на небо, ні коли сходить з неба. І перший із них мирно блукає по землі й по широкій спині моря й привітний до людей; а інший має залізне серце, і його дух у ньому безжалісний, як мідь: кого з людей він колись схопив, того міцно тримає, і він ненависний навіть безсмертним богам.
Таким чином, Танатос вважався нещадним і невибірковим, ненависним і ненависним до смертних і богів. Але в міфах, які згадують його, Танатоса іноді можна було перехитрити, що двічі вдавалося лукавому царю Сізіфу з Коринфа. Коли настав час Сізіфу померти, Зевс наказав Танатосу закувати Сізіфа в ланцюг у Тартарі. Сізіф обманув смерть, закувавши Танатоса в його власні кайдани, і тим самим запобіг загибелі будь-якого смертного, поки Танатос був закутий.

## У психології та медицині
За словами Зигмунда Фрейда, люди мають життєвий інстинкт, який він назвав «Ерос», і потяг до смерті, який зазвичай називають (хоча не самим Фрейдом) «Танатосом». Цей постулований потяг до смерті нібито змушує людей брати участь у ризикованих і саморуйнівних діях, які можуть призвести до їхньої власної смерті. Така поведінка, як пошук гострих відчуттів та агресія, розглядаються як дії, які випливають із цього інстинкту Танатоса.
Однак деякі вчені стверджують, що мало доказів того, що більшість людей мають специфічне прагнення до самознищення. На їхню думку, поведінку, яку вивчав Фрейд, можна пояснити простішими, відомими процесами, такими як схильність до упереджень (наприклад, людина зловживає наркотиками, оскільки обіцянка негайного задоволення є більш переконливою, ніж інтелектуальне знання про шкоду колись у майбутньому) і розрахунок ризиків (наприклад, людина необережно їздить або займається небезпечними видами спорту, оскільки підвищення статусу та репродуктивного успіху переважають ризик травми або смерті).
Танатофобія — це страх перед речами, пов'язаними зі смертю або смертністю, такими як трупи або кладовища. Це пов'язано з некрофобією, хоча останній термін зазвичай відноситься до конкретного страху мертвих тіл, а не до страху смерті в цілому.
Танатологія — це академічне та наукове вивчення смерті серед людей. У ньому досліджуються обставини смерті людини, горе, яке переживають близькі померлого, а також ширше суспільне ставлення до смерті, як-от ритуал і вшанування пам'яті. Це передусім міждисциплінарне дослідження, яке часто проводять професіонали в області медсестер, психології, соціології, психіатрії, соціальної роботи та ветеринарії. Він також описує тілесні зміни, які супроводжують смерть і післясмертний період.
Танатофорична дисплазія, названа так через свою летальність при народженні, є найпоширенішою летальною вродженою дисплазією скелета з оцінками поширеності від одного з 6400 до одного з 16700 народжених. Його назва Танатофор грецькою означає «смертеносний».
Евтаназія, «добра смерть» грецькою, — це акт або практика припинення життя людини, яка в іншому випадку зазнала б тяжких, невиліковних страждань чи інвалідності. Зазвичай це передбачає смертельну ін'єкцію або призупинення екстреного медичного лікування. Лікар Джек Кеворкян назвав свій пристрій для евтаназії Танатрон.